# Federico Coria
Federico Coria (nascido em 9 de março de 1992) é um jogador argentino de tênis profissional e irmão mais novo do ex-tenista Guillermo Coria, número 3 do ranking mundial e vice-campeão de Roland Garros, ambos os feitos realizados em 2004. 

## Títulos

### Duplas
| Resultado | Data                 | Categoria  | Torneio          | Piso   | Parceiro              | Adversários                   | Placar   |
| --------- | -------------------- | ---------- | ---------------- | ------ | --------------------- | ----------------------------- | -------- |
| Campeão   | 8 de outubro de 2016 | Challenger | Campinas, Brasil | Saibro | Tomás Lipovsek Puches | Sergio Galdós Máximo González | 7–5, 6–2 |